# エーリヒ2世 (ブラウンシュヴァイク＝カレンベルク＝ゲッティンゲン公)
エーリヒ2世（ドイツ語：Erich II., 1528年8月10日 - 1584年11月17日）は、ブラウンシュヴァイク＝リューネブルク公の1人で、カレンベルク＝ゲッティンゲン侯（在位：1545年 - 1584年）。カレンベルク＝ゲッティンゲン侯エーリヒ1世とブランデンブルク選帝侯ヨアヒム1世の娘エリーザベトの息子。

## 生涯
シュマルカルデン戦争では神聖ローマ皇帝兼スペイン王カール5世に従軍、ドラーケンブルクでシュマルカルデン同盟と戦った。1557年からエフモント伯ラモーラルと共に対フランス戦争にも従い、八十年戦争でもオランダ各地を転戦、1573年にスペイン王フェリペ2世に金羊毛騎士団に叙爵された。また、1559年から1565年までオランダ人石工を使いウスラーにフロイデンタール城を建設した。
1545年にザクセン公ハインリヒ4世の娘ジドーニエと最初の結婚をし、1576年にロレーヌ公フランソワ1世の娘ドロテと再婚したが、いずれの妻とのあいだにも子供はなかった。エーリヒ2世が1584年に死ぬと、カレンベルク侯領は従甥のブラウンシュヴァイク＝ヴォルフェンビュッテル侯ユリウスが相続した。
| 爵位・家督       | 爵位・家督                                     | 爵位・家督    |
| ---------------- | ---------------------------------------------- | ------------- |
| 先代 エーリヒ1世 | カレンベルク＝ゲッティンゲン侯 1545年 - 1584年 | 次代 ユリウス |